# Radioactivitat

Símbol internacional del perill de radioactivitat

La radioactivitat (anomenada també desintegració nuclear o desintegració radioactiva) és un procés físic pel qual certes substàncies amb nuclis atòmics inestables, anomenats radionúclids, es transformen espontàniament en núclids diferents perdent energia en forma de raigs de partícules, de vegades acompanyats de raigs d'ones electromagnètiques, per tal d'assolir uns nuclis atòmics més estables i de menor massa, ja que al procés perden part d'ella per desintegració. Els raigs emesos s'anomenen, segons el cas, raigs alfa, raigs beta o raigs gamma, es consideren radiacions ionitzants i poden penetrar en cossos opacs, ionitzar l'aire, impressionar plaques fotogràfiques i excitar la fluorescència de certes substàncies.
La irradiació d'aquests a un organisme viu comporta efectes entre poc negatius i nefastos per a la seva salut, depenent de la quantitat de radioactivitat rebuda, del nombre d'exposicions, de la durada d'aquestes i dels tipus de raigs que la componen en cada cas. Pot ser generada per activitats humanes (generació d'electricitat, diagnòstics i tractaments mèdics, control de la qualitat de productes industrials, datació de restes arqueològiques, etc.), en aquest cas es diu radioactivitat artificial, encara que sigui idèntica a la generada a la natura (radioactivitat natural), i pot causar contaminació radioactiva de l'aire, de l'aigua o sobre superfícies (fixada o no). En aquest cas hi ha perill de radiotoxicitat pel fet de respirar-la o d'ingerir-la, en aigua contaminada o per haver entrat a la cadena alimentària. El 77% d'irradiació que reben els éssers humans prové d'origen natural mentre que el 23% restant és d'origen artificial, el 87% del qual és d'origen mèdic.
Els radionúclids naturals més freqüents a les roques terrestres són l'urani 238, el tori 232 i sobretot el potassi 40. El radó és un gas radioactiu que es forma a l'escorça terrestre i escapa a l'atmosfera, responsable del 52% de radioactivitat natural a què estan exposats els éssers humans. Alguns radionúclids molt utilitzats a l'activitat humana són, per exemple, l'urani 235 (centrals nuclears), el plutoni 239 (armes de destrucció massiva) i el carboni 14 (arqueologia).
La radioactivitat fou descoberta el 1896 pel científic francès Henri Becquerel, mentre treballava en materials fosforescents. Durant els experiments per veure si aquests materials fosforescents podien exposar a materials fotogràfics de paper negre, en la forma de la recentment descoberta radiografia, Becquerel va utilitzar una sal d'urani estucat. Però tots els experiments van resultar negatius i no impressionaven la placa tret d'aquells als que havia utilitzat sals d'urani. Aviat va quedar clar que la impressió de la placa no tenia res a veure amb la fosforescència perquè es produïa fins i tot sense que l'urani hagués estat exposat a la llum.
No s'ha de confondre la radioactivitat amb l'absorció i emissió de fotons per part d'algunes molècules, com per exemple el CO₂, ja que en aquest segon cas no canvia el nombre atòmic de cap núclid.

## Etimologia
El terme radioactivitat va ser inventat per Marie Curie cap al 1898. La paraula radioactiu prové del llatí. Els seus components lèxics són: radius, que vol dir raig, i agere, que significa moure cap a avant, dur a terme.

## Història

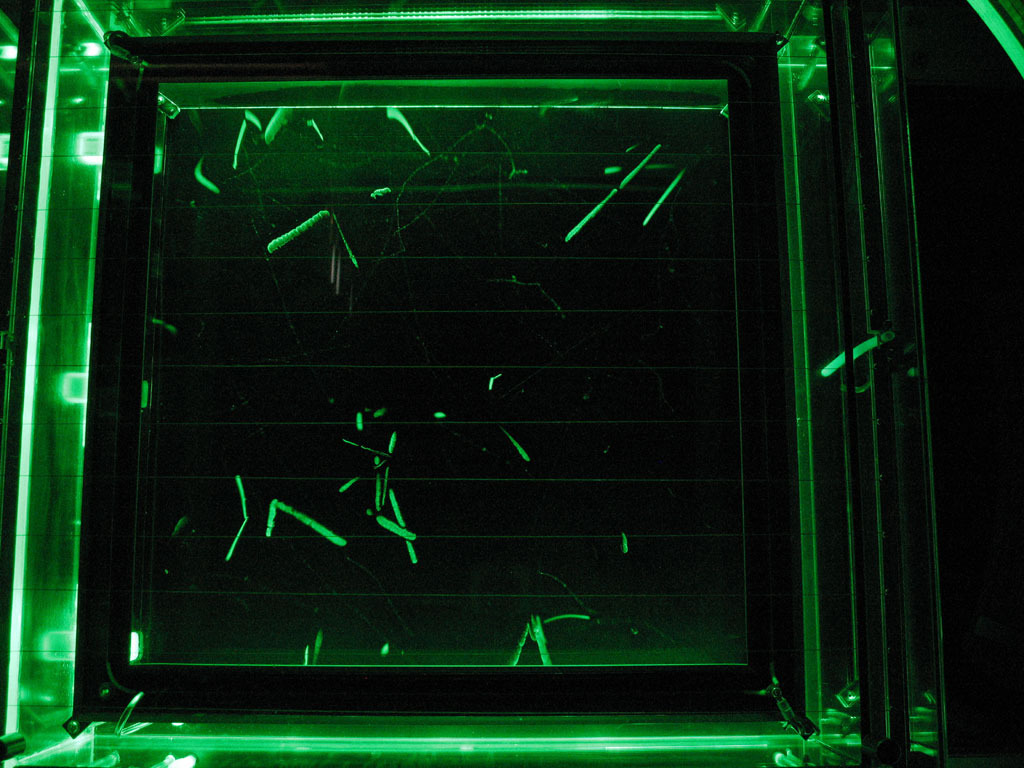
Fosforescència després de rebre radioactivitat

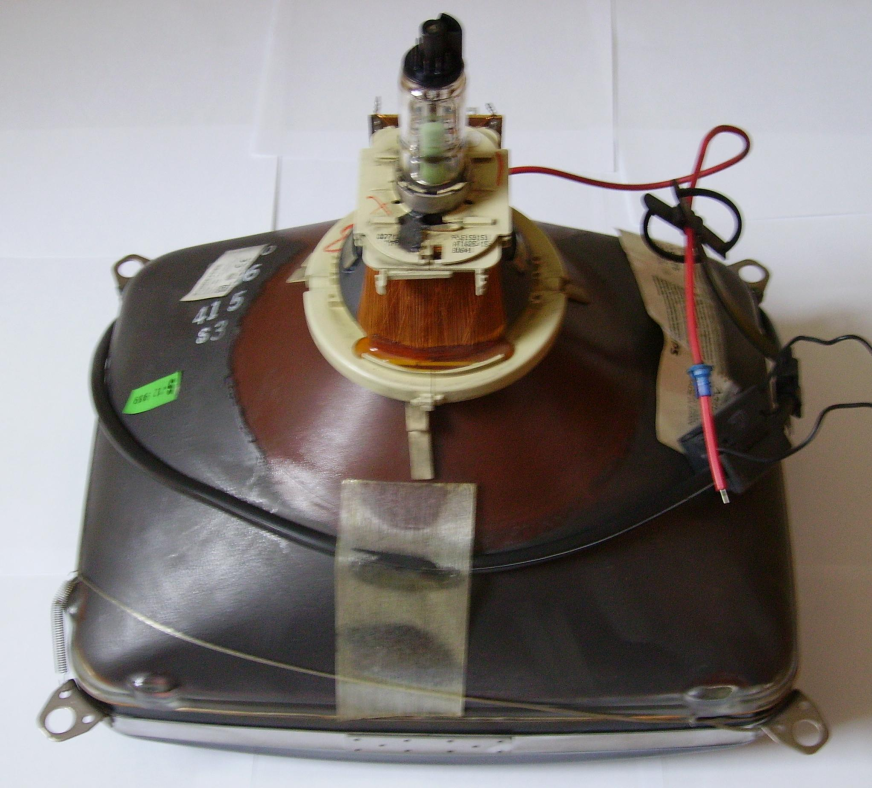
Tub de raigs catòdics

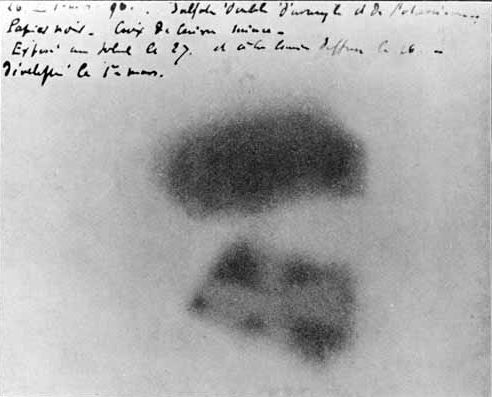
Placa fotogràfica, realitzada per Becquerel, mostrant efectes de l'exposició a la radioactivitat

L'any 1895 per Wilhelm Röntgen va descobrir els raigs x. Estudis posteriors de, entre d'altres, Becquerel, Rutherford, Fermi i sobretot Marie Curie van descobrir que la radioactivitat era força més complexa que els raigs X.
El 1896 Henri Becquerel, estudiant el fenomen de la fosforescència, va pensar que la radiació que es produïa als tubs de raigs catòdics en ser exposats als raigs X podia estar relacionada amb la fosforescència. Va experimentar a posar diferents substàncies fosforescents sobre una placa fotogràfica embolcallada en un paper negre, però tots els experiments van resultar negatius i no impressionaven la placa tret d'aquells als que havia utilitzat sals d'urani. Aviat va quedar clar que la impressió de la placa no tenia res a veure amb la fosforescència perquè es produïa fins i tot sense que l'urani hagués estat exposat a la llum. A més tots els composts d'urani impressionaven la placa, fins i tot els que no eren fosforescents i l'urani metàl·lic, havia de tractar-se d'una forma de radiació capaç de travessar el paper.
Ernest Rutherford fou el primer a adonar-se que totes les formes de desintegració segueixen aproximadament la mateixa fórmula exponencial. Es va trobar que un camp elèctric o magnètic separava les radiacions en tres feixos diferents, que van batejar com α, β i γ. La direcció de la desviació dels feixos mostrava que les partícules α transportaven una càrrega elèctrica positiva, les β una càrrega negativa i les γ eren neutres. D'altra banda la magnitud de la refracció indicava que les partícules α eren més massives que les β. Fent passar els raigs α per un tub de descàrrega i estudiant les línies espectrals produïdes s'arriba a la conclusió que la radiació alfa és formada per nucleons d'heli (He-4). D'altres experiències van permetre d'establir que la radiació beta és composta per electrons com les partícules emeses a un tub de raigs catòdics i que les radiacions gamma són com els raigs X, formades per fotons, radiació electromagnètica d'alta energia.
Tot i que les radiacions alfa, beta i gamma són els tipus de desintegració radioactiva més comuns, se'n van descobrir d'altres tipus. Poc després del descobriment del neutró el 1932, Enrico Fermi va trobar que algunes reaccions de desintegració emeten neutrons. D'altra banda, ocasionalment es va observar l'emissió de protons en alguns elements. Després del descobriment dels positrons als raigs còsmics es va trobar que el mateix procés es produïa a l'emissió beta, que podia produir emissió de positrons i de manera anàloga a la ja coneguda emissió d'electrons. Cadascun dels dos tipus d'emissió beta actua per tal de portar el nucli cap a una relació de neutrons i protons que tingui la mínima energia. Es van descobrir d'altres tipus de desintegració radioactiva que emetien partícules prèviament identificades però degudes a mecanismes diferents. En seria un exemple la conversió interna que produeix un electró i de vegades una emissió de fotons d'alta energia, fins i tot si no implica ni una emissió beta ni gamma.
Els primers investigadors també van descobrir que molts d'altres elements químics tenen isòtops radioactius. La cerca sistemàtica de les fonts de radiació al mineral d'urani van portar a Marie Curie, després de tractar algunes tones de pechblenda, una mena d'uraninita (òxid d'urani, UO₂), al descobriment d'un nou element, el poloni i a aconseguir aïllar alguns mil·ligrams de radi del bari, tots dos tenen unes propietats químiques similars, tots dos són metalls alcalinoterris que es diferencien per la radioactivitat del radi.
El perill de la radioactivitat i la radiació per a la salut no va ser reconegut immediatament. El 1896, Nikola Tesla va sotmetre voluntàriament els seus dits a una irradiació per raigs X constatant uns efectes aguts que consistien en cremades importants, però que ell va atribuir a la presència d'ozó, no als raigs X. D'altra banda, els efectes mutants de les radiacions, en especial el risc de càncer, no van ser descoberts fins al 1927 per Hermann Joseph Muller, que el 1946 rebria el Premi Nobel pels seus descobriments.

## Descripció

Aquest diagrama mostra la constitució i poder de penetració de diferents radiacions ionitzants. Les partícules alfa són aturades per un full de paper mentre que per aturar les beta cal una placa d'alumini. Finalment, la radiació gamma és frenada per la matèria però calen quatre metres de plom per aturar-les

La radioactivitat és la manifestació de la inestabilitat que emet substàncies, de vegades amb fotons d'energia, perquè les energies d'enllaç internes no són prou fortes com per a mantenir-lo unit. D'aquesta manera assoleix sempre un estat més estable. Aquest canvi a l'estructura mateixa de l'àtom es fa per mitjà d'una reacció anomenada nuclear, que es diferencia d'una reacció química precisament en això, en què és el mateix àtom el que canvia i no només la distribució d'electrons entre nuclis.
En una mostra radioactiva, no tots els núclids emeten radioactivitat al mateix temps, sinó que ho van fent uns després d'altres, de manera aleatòria. No podem anticipar amb precisió quin núclid serà el següent a emetre radioactivitat però si es pot calcular quin percentatge d'ells ho farà en un interval de temps donat i, per tant, quanta radioactivitat total serà emesa per unitat de temps.
Aquest fenomen físic compleix la llei de què, en un procés espontani, a l'estat final no pot haver-hi menys entropia que a l'inici. Intuïtivament, podem entendre que dues partícules, una gran, i una emesa per radiació, separades formen un conjunt més "desordenat", és a dir, més entròpic, que una sola on tot està agrupat.
Cada àtom és format per un nucli atòmic, constituït per un cert nombre de neutrons, protons i d'electrons. Els protons i neutrons del nucli estan units per una energia d'enllaç nuclear, que si no és prou estable, cosa que pot ocórrer a nuclis pesants (molt grans), provoca que aquest nucli tendeixi a trencar-se, és a dir que alguns neutrons i protons se separen, en forma de radioactivitat alfa, mentre la resta del nucli assoleix un estat més estable. La força nuclear forta és la responsable principal de la cohesió del nucli atòmic i requereix la presència de neutrons per a manifestar-se. Els nuclis grans que tenen relativament pocs neutrons tenen llavors més tendència a la inestabilitat, que es manifesta en radioactivitat.
D'altra banda, els electrons estan lligats al nucli per mitjà de la força nuclear feble, que és la responsable de la radiació beta. Els protons, en ser carregats positivament, tendeixen a allunyar-se dels electrons, amb càrrega elèctrica negativa, a causa de la llei de Coulomb de tal manera que si la força nuclear feble no la compensa, el nucli tendeix espontàniament a allunyar-se d'un electró, cosa que es manifesta per mitjà de la radiació beta.

## Tipus de radioactivitat

Origen natural o artificial?

La radioactivitat pot ser espontània, quan es produeix de manera natural (desintegració radioactiva), o induïda, quan és artificialment provocada (reacció nuclear), per exemple bombardejant neutrons contra un nucli. La radioactivitat provocada i controlada s'utilitza actualment per a algunes aplicacions tecnològiques. Tot i que la radioactivitat és idèntica en ambdós casos, es pot classificar en dos tipus segons si ha estat originada directament o indirecta pels humans (radioactivitat artificial) o no (radioactivitat natural).
Des de la física, després de Curie, posteriors investigacions van identificar altres tipus d'emissions atòmiques i reaccions nuclears, com l'emissió de neutrons, l'emissió de protons, la captura electrònica o la fissió espontània entre d'altres. Des d'un punt de vista de les emissions i reaccions subatòmiques més generalitzat, es pot considerar la radioactivitat, o més precisament, cada un dels seus tipus, com a altres formes d'emissions: l'emissió alfa o de nuclis d'heli, l'emissió beta o d'electrons i l'emissió gamma o de fotons.

## Processos radioactius

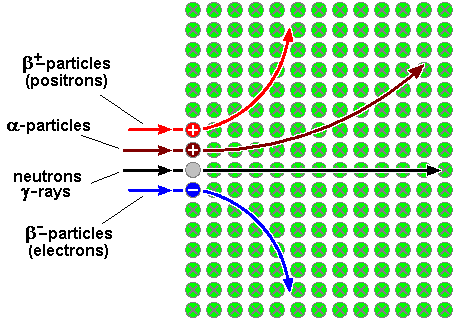
Les radioactivitats alfa, beta i gamma es poden separar fàcilment amb un camp elèctric perquè cadascuna té una càrrega elèctrica diferent.

Un procés radioactiu és una transició espontània des d'un estat energètic inicial d'un núclid a un estat final, produïda perquè l'energia total del sistema final és menor a l'inicial. Bàsicament existeixen tres processos radioactius, que són:
- Radioactivitat α, s'estudia des d'un punt de vista corpuscular.
- Radioactivitat β, s'estudia des d'un punt de vista corpuscular.
- Radioactivitat γ, formada per energia, sense massa, i que espontàniament no es presenta mai sola, sinó acompanyant alguna de les anteriors quan l'àtom es trobava en estat excitat. Se sol estudiar des del punt de vista ondulatori.

El tipus de procés radioactiu que es produeix depèn de la classe d'inestabilitat del nucli atòmic (a causa de la relació entre el nombre de protons i el de neutrons) i de la relació massa-energia entre el núclid inicial, el núclid final i la partícula emesa per radiació.
En general els núclids inestables tenen un excés de neutrons o de protons i el procés radioactiu és la seva transformació en núclids més estables emetent partícules alfa, partícules beta (que poden ser negatives, electrons, o positives, positrons) i, només en un nombre molt limitat de casos, protons o neutrons. Es considera també un procés radioactiu a l'emissió de raigs gamma (radioactivitat gamma) per un núclid que està excitat.

## Cadena radioactiva

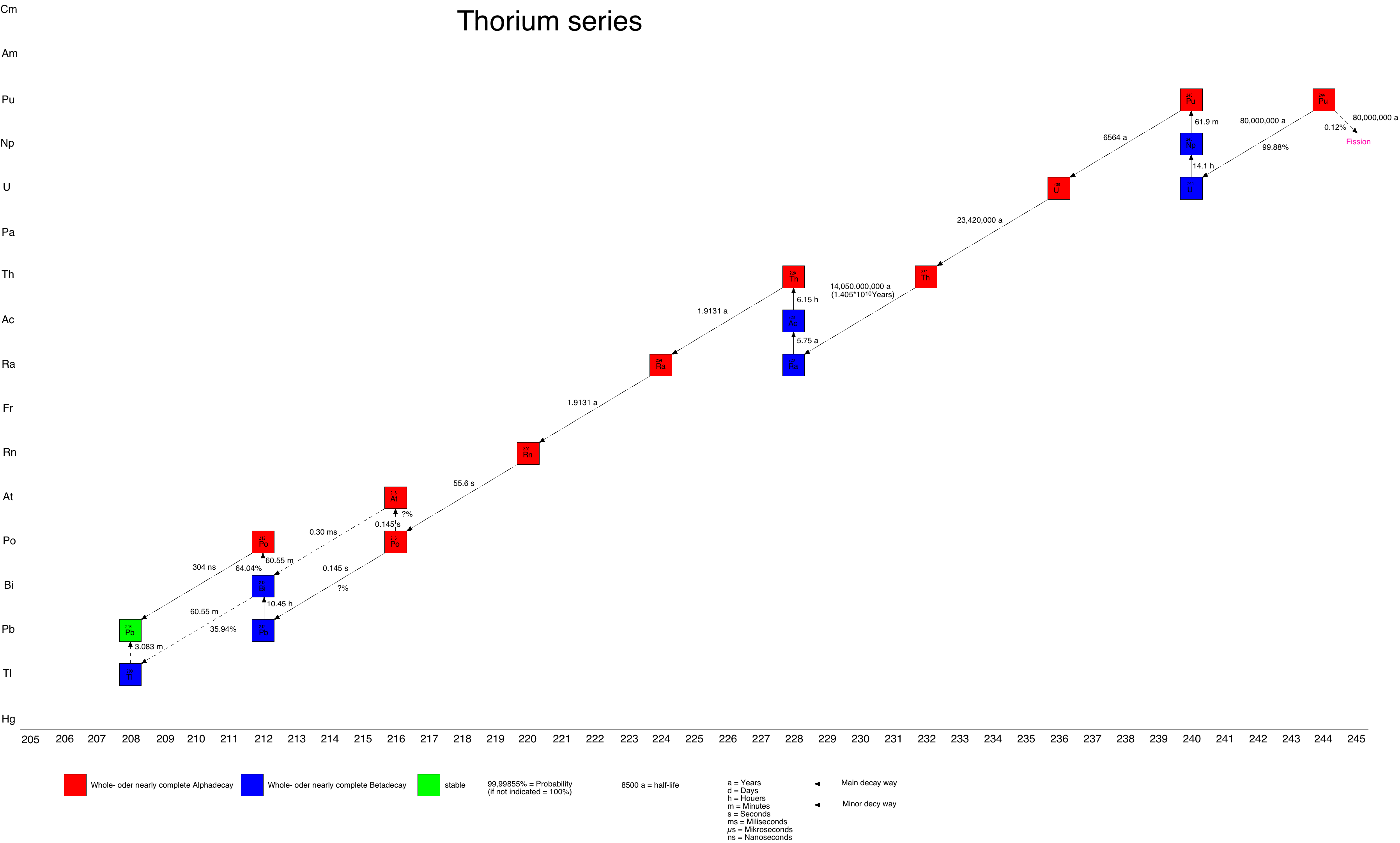
Cadena del tori. En color blau hi ha els núclids que emeten radioactivitat beta en esdevenir el següent núclid, cosa que tradicionalment es representa alineant el seu fill verticalment amb ell perquè ambdós són núclids del mateix element químic. En color vermell els que emeten radioactivitat alfa, que es dibuixen de manera que el fill, en diagonal amb el pare, pugui formar una altra columna, ja que pertany a un element químic diferent. En color verd el núclid estable que atura la cadena.

Les quatre cadenes radioactives principals a la natura

El núclid inestable tard o d'hora emet radioactivitat per a transformar-se en un altre núclid més estable. Al primer núclid se l'anomena pare mentre que al segon se li diu fill. Aquest fill pot ser estable o pot ser també inestable (radioactiu), i en aquest segon cas també emetrà radioactivitat per a transformar-se en un altre núclid, que serà el seu fill. Al conjunt de fills, fills de fills («nets»), fills d'aquests darrers («besnets») i tots els altres núclids que es vagin formant a partir d'un pare s'anomena descendència d'aquest, o més comunament es diu que aquells núclids són els descendents del primer.
El conjunt de pare, fill, fill del fill, etc. fins a arribar a un núclid estable, que ja no emetrà radioactivitat ni es transformarà en un altre núclid, s'anomena cadena de desintegració radioactiva. A la Terra hi ha quatre cadenes radioactives principals naturals, no produïdes pels éssers humans: la de l'urani, la del tori, la de l'actini i la del radó; i coincideixen en acabar amb el mateix núclid estable, el plom 206.
En una cadena radioactiva poden aparèixer núclids en diferents estats (sòlid, líquid o gas), i també núclids que triguin més o menys que d'altres en transformar-se en el següent (podent anar entre fraccions de segon a milers de milions d'anys). A una cadena radioactiva en principi cada núclid emet sempre la mateixa radioactivitat, alfa o beta, i es transforma sempre en el mateix núclid següent. En una mostra on inicialment hi hagi una sola espècie de núclid tal que generi una cadena radioactiva (pot ser el núclid inicial o qualsevol dels intermedis), amb el pas del temps comença a tenir núclids de les diferents espècies de la cadena. Per exemple, si partim de plom 214, al cap de mitja hora tindrem plom 214 i bismut 214 procedent dels núclids de plom 214 que s'han desintegrat, i al cap d'una hora s'obté també poloni 214 (procedent del plom 214 i que és molt inestable, amb una vida mitjana de menys d'un segon) i bismut 210 procedent del poloni 214. Al cap de deu anys encara tindrem molt bismut 210, que té una vida mitjana de vint-i-dos anys, i alguns dels seus descendents, però ja no quedarà una quantitat significativa del plom 214 inicial.
Quan en una mostra tenim diferents núclids radioactius, desencadenats per una cadena o sèrie radioactiva o perquè ja estaven barrejats al moment de prendre la mostra, podem detectar la radioactivitat alfa total, però no es pot distingir de quin tipus de núclid prové cada emissió alfa ni a quin li correspon cada, per exemple, percentatge, ja que la radioactivitat alfa és exactament igual provingui del núclid que provingui. Això es pot fer de vegades amb càlculs matemàtics, estimant la quantitat de núclids de cada espècie que hi ha, o bé mesurant directament quanta quantitat de cada espècie de núclids hi ha. El mateix passa amb la radioactivitat beta i amb la gamma.

### Ramificacions

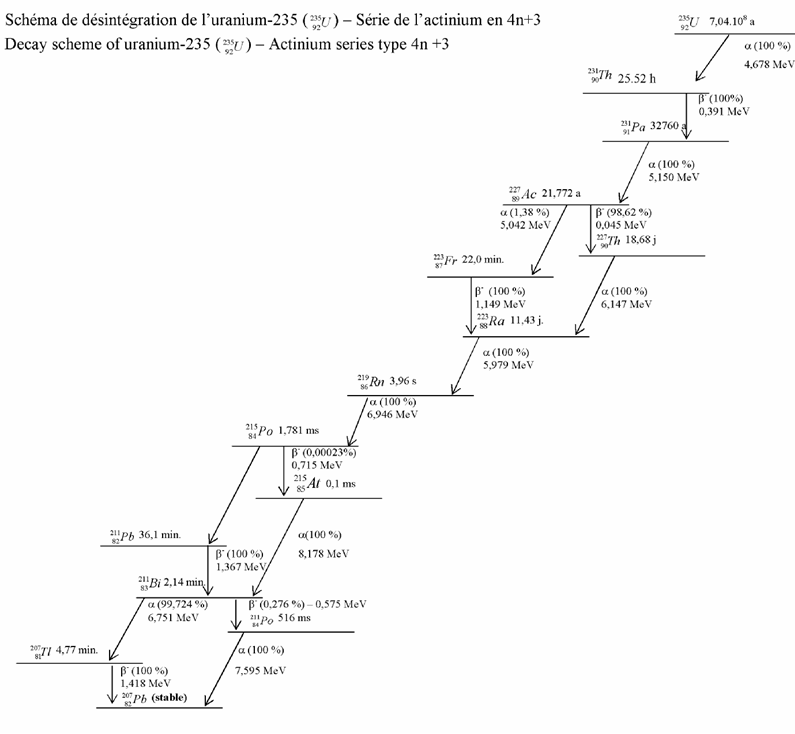
Cadena radioactiva de l'urani 235, s'hi observen tres punts amb ramificacions. A cadascun s'indica el percentatge de núclids que segueix cada una de les dues branques.

Fins aquí en aquesta secció sobre les cadenes radioactives, per simplificar, hem suposat que aquestes eren lineals, és a dir, que cada espècie de núclid (per exemple, el bismut 210) emetia sempre el mateix tipus de radioactivitat (per exemple, que el bismut 210 emetia sempre beta) i esdevenia el mateix fill (per exemple, que el bismut 210, emetent radiació beta, esdevenia sempre poloni 210).
Tanmateix, pot passar que en un punt donat de la cadena un núclid pugui emetre dos tipus diferents de radioactivitat i, per tant, esdevenir dues espècies diferents de nous núclids. En aquest cas, alguns núclids pares d'aquesta espècie esdevindran un nou núclid A i uns altres n'esdevindran un de B. Al seu torn, pot ser que tant A com B siguin radioactius i encetin cadascun una cadena diferent. D'això se'n diu una ramificació. Cada ramificació també pot tenir ramificacions. Pot passar que dues o més ramificacions arribin en un punt determinat al mateix núclid i de fet és força habitual.
Ocorren típicament quan volem generar radioactivitat artificialment, per exemple bombardejant partícules a una espècie de núclid, perquè aquestes no col·lideixen amb tots els núclids de la mateixa espècie, ni en general ho fan igual, i a més aquests poden col·lidir també amb altres descendents radioactius, poden provocar que alguns d'ells es comportin d'una manera diferent als altres.

## Unitats
La unitat del Sistema Internacional d'Unitats utilitzada per a mesurar la radioactivitat (tant per a la natural com per a l'artificial) és el Becquerel (Bq).
Una antiga unitat havia estat el Curie (Ci), que primer es va definir com l'activitat d'un gram de radi 226 en estat pur i després com l'activitat d'un radionúclid amb una taxa de desintegració de 3,7 × 10¹⁰ Bq.

## Llei fonamental de la desintegració radioactiva

Representació gràfica de la llei fonamental de la desintegració radioactiva ("N(t) = N(0)·e^{-λdt}") en coordenades cartesianes rectangulars. A l'eix vertical hi ha el nombre de núclids presents a la mostra en cada instant de temps i a l'eix horitzontal el temps. La lletra grega tau indica la vida mitjana mentre que t_{1/2} és el període de semidesintegració.

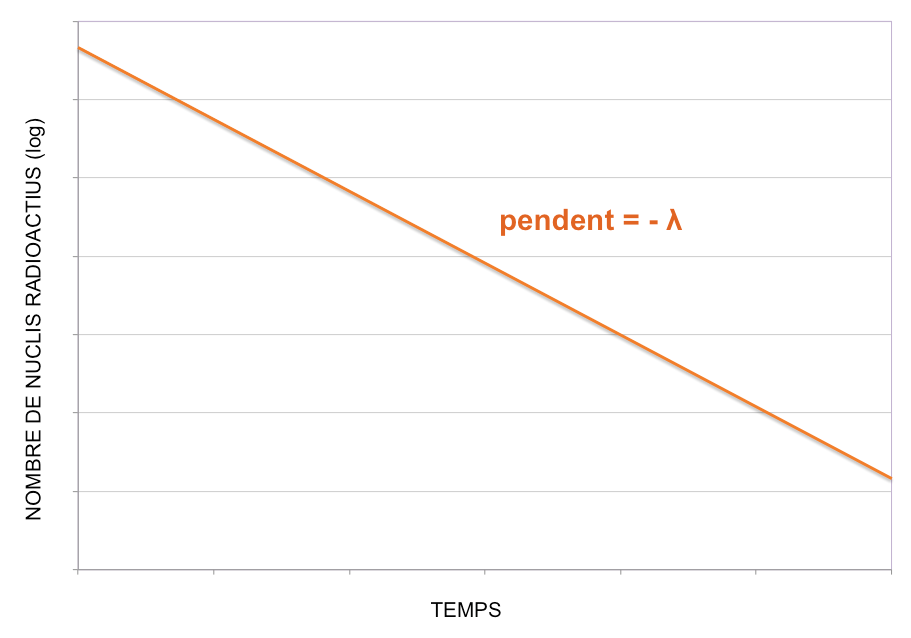
En un sistema de coordenades cartesianes amb escala logarítmica a l'eix vertical i escala normal a l'eix horitzontal, la mateixa llei (expressada com a "ln N = ln N(0) - λ·t") té forma de recta amb pendent de valor la constant de desintegració.

La radioactivitat és un fenomen aleatori regit per les lleis de l'atzar i al qual considerem que la probabilitat que un nucli es desintegri en un interval de temps determinat és independent de qualsevol influència externa.
Per a una substància radioactiva determinada, tots els nuclis tenen la mateixa probabilitat, P, de desintegració. Això vol dir que per a un interval de temps, dt, molt petit, cosa que implica també una probabilitat de desintegració durant aquest espai de temps, P(dt), petita, l'interval de temps i la probabilitat de desintegració són proporcionals. És a dir, que la probabilitat que un núclid d'una substància radioactiva es desintegri emetent radiació en un (petit) interval de temps donat és igual a aquest interval de temps multiplicat per un nombre, que serà sempre el mateix per a cada núclid i mode de desintegració (hi ha un per al núclid i radioactivitat alfa, un altre pel mateix núclid però activitat beta i un tercer per a la gamma). Aquest nombre doncs és una constant que es diu "constant de desintegració radioactiva", λ.
Matemàticament, es pot escriure com:
- P(dt) = λ · dt

Suposant el cas més simple, que el radionúclid pare en desintegrar-se dona un núclid fill estable, per tant no radioactiu, i que hi ha un nombre prou alt de núclids com per a considerar que les transicions radioactives són contínues, el nombre mitjà d'àtoms radioactius que es desintegren en un petit interval de temps entre t i dt és:
- dN = -λ · N · dt, sent N el nombre d'àtoms radioactius

El signe negatiu indica que, a mesura que es van desintegrant, cada vegada hi ha menys àtoms radioactius a la mostra. Aquesta expressió és una equació diferencial que es pot integrar considerant unes condicions inicials. Per exemple, el cas més senzill seria imposar que t=0 i donar el valor, que en principi és fàcil de conèixer, de núclids radioactius que hi ha en aquell moment, quan t=0, que notarem N(t=0) = N(0). L'expressió de la llei de decreixement radioactiu que s'obté és:
- N(t) = N(0)·e-λdt = N(0)·2,718-λdt

En aquesta expressió e és sempre el mateix valor, el nombre de Neper, conegut i igual a 2,718...
La llei que regeix la desintegració radioactiva és de tipus exponencial amb exponent negatiu, ja que descriu un decaïment radioactiu, o com minven els núclids radioactius d'una mostra.
Aquesta llei se sol representar gràficament. Per a fer-ho el sistema de representació més utilitzat i més adient és un sistema de coordenades cartesianes amb escala logarítmica a l'eix d'ordenades (vertical) i escala normal a l'eix d'abscisses (horitzontal). En aquest cas, la llei de decreixement del nombre de núclids radioactius queda representada per una línia recta que té pendent de valor -λ. La recta, amb valors del logaritme neperià de N a les ordenades i els valors del temps, t, a abscisses, es pot descriure amb una equació equivalent a l'exponencial i que s'obté directament d'ella, que és:
- ln N = ln N(0) - λ·t

## Magnituds relacionades
L'activitat, A, d'una mostra de substància radioactiva és el nombre de desintegracions nuclears que es produeixen al llarg del temps. Depèn directament del nombre de núclids N que es troben a la mostra i del temps t que hagi passat des del moment inicial t0 al qual hi havia un nombre donat de núclids N0= N (t=0):
- A = λ · N, on λ és un nombre que s'anomena constant de desintegració radioactiva, diferent per a cada espècie de núclid

L'activitat específica és el nombre de desintegracions per segon i per quantitat (volum o massa) de substància.
El període de semidesintegració o semivida, t1/2, d'una substància radioactiva determinada és el temps necessari perquè la meitat dels radionúclids d'una mostra d'aquesta substància hagin desaparegut, transformats en els núclids fills. Aquest concepte està relacionat amb la constant de desintegració d'aquesta manera:
{\displaystyle t_{1/2}={\frac {\ln 2}{\lambda }}=\tau \ln 2}
El temps de vida mitjà o vida mitjana, τ, d'un element radioactiu és el temps mitjà que triguen els nuclis a desintegrar-se, o el temps que passa, en mitjana, entre una desintegració i la següent. És una constant coneguda i tabulada, característica de cada substància, que resulta ser el nombre invers a la constant de desintegració radioactiva λ. Així:
- τ = 1/λ

Una substància amb més activitat és més radioactiva. En canvi, les substàncies amb més radioactivitat tenen un període de semidesintegració i una vida mitjana més curtes, ja que els núclids que la componen són més inestables i tendeixen a desintegrar-se abans, més "alhora" tots plegats, emetent radioactivitat i transformant-se més ràpidament en altres núclids.

## Aplicacions de la radioactivitat

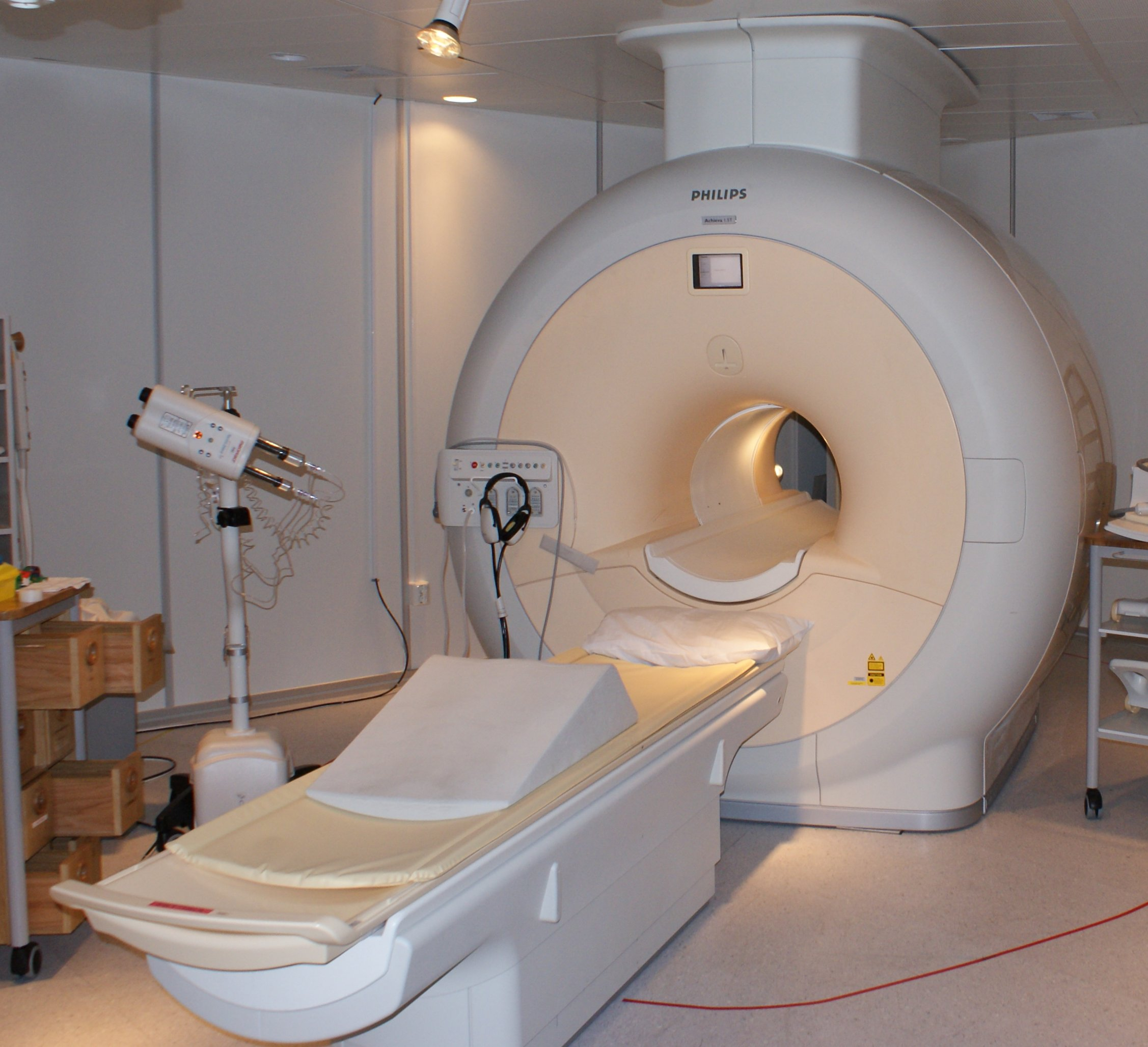
Equip per a fer IRM

- Arqueologia: datació radiomètrica: datació basada en el carboni 14, etc.
- Medicina:
  - diagnòstic: radiografia, gammagrafia, escànner mèdic, tomografia per raigs beta, tomografia per emissió de positrons, tomografia computada per emissió de fotó simple, etc.
  - investigació forense: per detectar residus de munició i per detectar arsènic en casos d'enverinament.
  - tractament: radioteràpia, que utilitza or-198, estronci-90, cobalt-60, etc.
- Guerra: arma nuclear (bomba nuclear, bomba salada, bomba de neutrons i altres armes de destrucció massiva; reactors nuclears per a la propulsió de vehicles per a llançar-les: submarí nuclear, etc.
- Obtenció d'electricitat: reactor nuclear per a obtenir energia nuclear i transformar-la en electricitat a una central nuclear (centrals nuclears als Països Catalans).

Cal recordar que els combustibles radioactius utilitzats a les aplicacions bèl·liques i energètiques són combustibles exhauribles, amb menys reserves que el carbó i el gas natural: reserves d'urani

## Perills de les substàncies radioactives

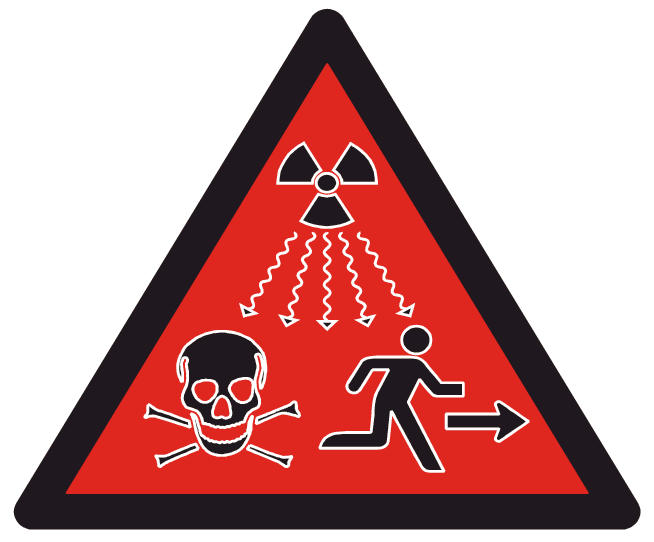
Símbol per al perill de radiació ionitzant

Els perills de la radioactivitat i la radiació no van ser reconeguts fins molt després d'haver descobert aquests fenòmens. Els primers efectes nocius en ser observat van ser els dels raigs X el 1876 quan Nikola Tesla va publicar els resultats de l'exposició voluntària dels seus dits a una radiació d'aquest tipus, Tesla va descriure les cremades que va patir però les va atribuir a l'ozó en comptes de a la radiació. Les seves ferides es van curar.
Els efectes genètics de la radiació, inclosos el risc de desenvolupar càncer van ser reconeguts molt més tard. El 1927 Hermann Joseph Muller va publicar investigacions mostrant efectes genètics, pels seus descobriments seria premiat amb el Premi Nobel de Medicina o Fisiologia el 1946.
Abans que els efectes biològics de les radiacions fossin coneguts, molts físics i empreses havien promocionat les substàncies radioactives com a medicaments o substàncies curatives. Exemples en serien els tractaments amb ènemes de radi o les aigües amb radia per ser preses com a tònic. Marie Curie va parlar contra aquests tipus de tractaments, alertant dels efectes de la radiació sobre el cos humà, però no va ser entesa. (Marie moriria a causa d'una anèmia aplàstica i es va considerar que era a causa del seu treball amb el radi, però anàlisis posteriors dels seus ossos indicarien que la radiació procedia dels raigs X als que havia estat exposada durant un treball mèdic com a voluntària). A la dècada del 1930, després d'un cert nombre de necrosi d'ossos i morts entre els entusiastes dels productes amb radi aquest tipus de producte gairebé va desaparèixer del mercat.

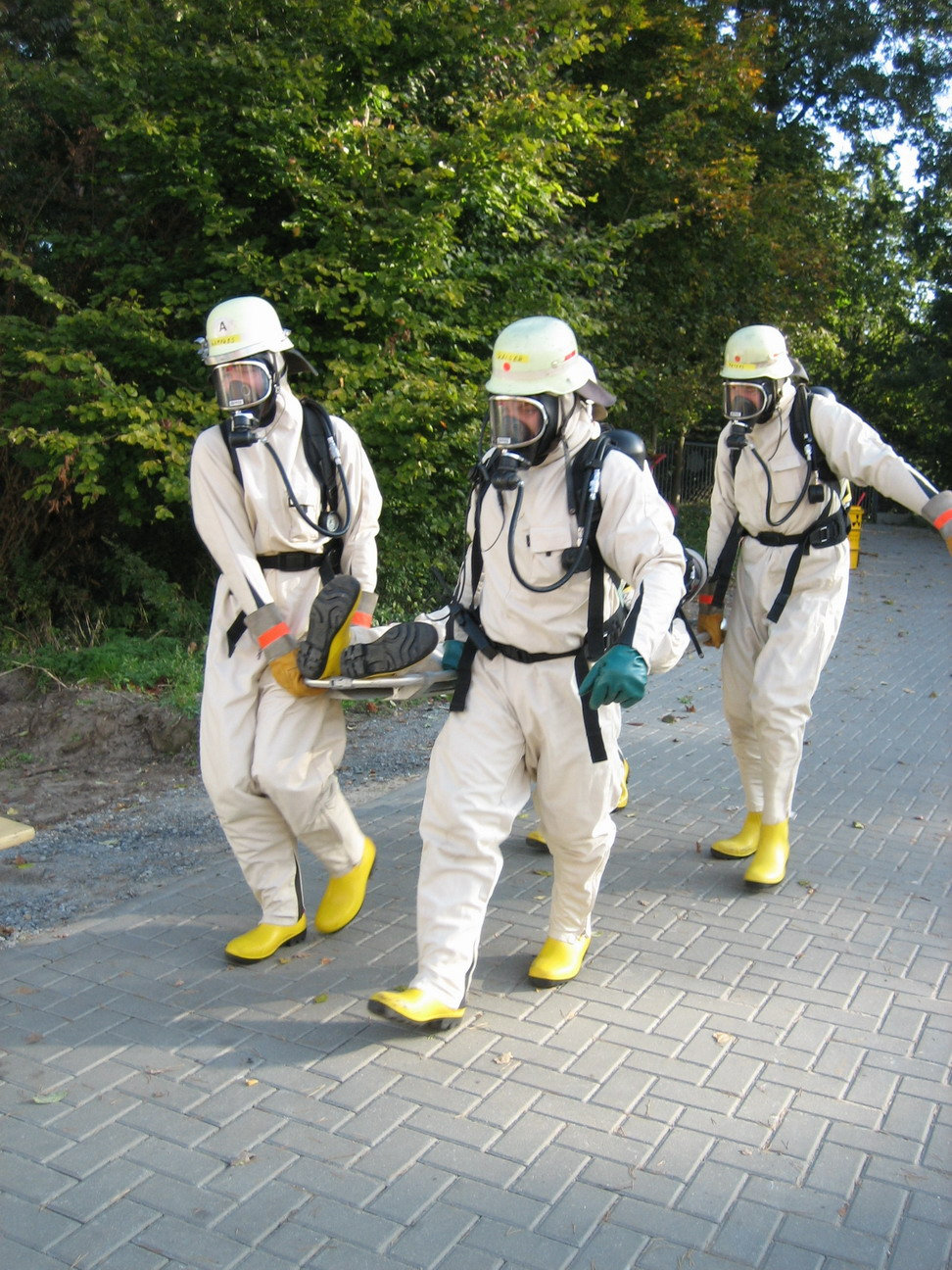
Bombers guarnits amb l'uniforme per a manipular material radioactiu

## Curiositats

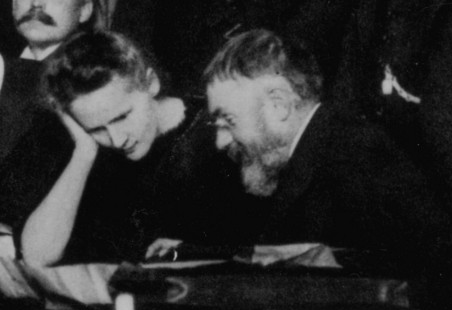
Marie Curie (amb Henri Poincaré) el 1911.

Marie Curie, que s'havia enfrontat a aquella moda argumentant que els efectes de les radiacions sobre el cos no eren encara ben coneguts, va morir a causa d'una anèmia aplàstica. En principi es va pensar que a causa del seu treball amb el radi, però una anàlisi més acurada dels seus ossos revelaria que havia estat molt curosa ateses les baixes traces de radi trobades. Es considera que la causa fou la seva exposició als tubs de raigs X sense protecció com a voluntària durant un treball mèdic al WWI.

## Cultura popular
La radioactivitat per ella mateixa, les seves aplicacions i les conseqüències del seu ús han inspirat un gran nombre d'autors als àmbits de la música, l'animació, el còmic, la literatura, el cinema, etc. En l'imaginari popular és freqüent relacionar-la amb la fosforescència, mutacions i mons post-apocalíptics tot i que també amb altres coses. Alguns exemples són:
- Radio-Aktivität, cançó enregistrada en 1975 pel grup Kraftwerk i que juga amb el joc de paraules entre "activitat" i "ràdio", que pot voler dir la radioactivitat, i el sentit que pren en aquest article.
- Els Simpson, sèrie de dibuixos animats per a adults a la qual els personatges són de color groc i el protagonista treballa a una central nuclear.
- Fallout i Fallout 2, videojocs inspirats en un joc de rol. La trama se situa després d'una guerra nuclear i els jugadors han de saber gestionar el nivell de radioactivitat que reben els personatges, que poden morir si n'assoleixen un massa elevat.
- Star Trek: la radioactivitat, per exemple a possibles enverinaments amb ella, és un tema recurrent en aquest univers de ciència-ficció format per sèries de televisió, pel·lícules, llibres i videojocs.